# Serrasalmus hastatus
Serrasalmus hastatus es una especie de pez de la subfamilia de los "caribes" o "pirañas" habitante de los ríos Branco y Negro en la cuenca del Amazonas, Brasil. 

## Hábitat
Habita principalmente ríos de aguas claras y negras. Frecuentemente se le encuentra en ríos (morichales) y lagos de aguas muy transparentes o teñidas al norte de Brasil. 

## Descripción
El cuerpo es bastante alto o profundo con la cabeza y hocico pequeños y aguzados. El cuerpo es romboidal con el perfil anterior angular semejante a la "punta de una flecha". Sierras ventrales desarrolladas y muy conspicuas. Cabeza plateada con tonalidades azuladas. Iris con una banda negra transversal. Cuerpo de color plateado-azulado con numerosas bandas finas transversales sobre la mitad superior. La mancha por encima de la aleta pectoral poco evidente. Aleta caudal muy oscura casi negra.

## Comentarios
Existen otras especies con la cual puede confundirse como Serrasalmus altuvei, S. compressus, S. altispinis, y S. geryi, sin embargo ninguna de estas especies tiene el perfil dorsal anterior recto y tampoco las bandas trasnversales finas.